# Petri Lindroos
Petri Lindroos (Espoo, 10 gennaio 1980) è un cantante e chitarrista finlandese, componente del gruppo musicale Ensiferum.

## Carriera
Inizia a suonare la chitarra a 14 anni.
Nel 1996 fonda, insieme al batterista Toni Hallio, i Norther, che inizialmente adottavano il nome di Requiem, in cui canta e suona la chitarra.
Nel 2004 entra anche negli Ensiferum per sostituire il precedente frontman Jari Mäenpää, che lasciò il gruppo per concentrarsi nel suo progetto Wintersun.
Nel 2009 viene costretto a lasciare i Norther dal resto della band.

## Equipaggiamento
- Kramer Baretta II Pro (24 tasti, pickup Seymour Duncan)
- Jackson Dinky
- plettri Jim Dunlop Jazz III
- Jackson Dx10d

## Discografia

### Con i Norther
Demo
- 2000 - Warlord

Album in studio
- 2002 - Dreams of Endless War
- 2003 - Mirror of Madness
- 2004 - Death Unlimited
- 2006 - Till Death Unites Us
- 2008 - N

EP
- 2005 - Solution 7
- 2007 - No Way Back

DVD
- 2004 - Spreading Death

### Con gli Ensiferum
EP
- 2006 - Dragonheads

Album in studio
- 2006 - Victory Songs
- 2009 - From Afar
- 2012 - Unsung Heroes
- 2015 - One Man Army
- 2017 - Two Paths
- 2020 - Thalassic

DVD
- 2006 - 10th Anniversary Live